# 702
702(칠백이)는 701보다 크고 703보다 작은 자연수다.

## 수학
- 합성수로, 그 약수는 총 16개다. (1, 2, 3, 6, 9, 13, 18, 26, 27, 39, 54, 78, 117, 234, 351, 702)
  - 702의 진약수의 합은 978이므로, 702는 과잉수다.
- {\displaystyle 702=26\times 27}
  - 연속하는 두 자연수의 곱으로 나타낼 수 있으며, 이 성질을 지닌 앞의 수는 650, 다음 수는 756이다.
- {\displaystyle 702=3^{6}-3^{3}}
- {\displaystyle 53^{2}-1}은 702로 나누어떨어진다.

## 과학
- NGC 702(독일어판, 프랑스어판): 고래자리 방향에 있는 막대나선은하.
- 702 알라우다(영어판): 소행성.

## 교통

### 항공
- 알제리 항공 702P편 추락 사고(영어판)
- 에티오피아 항공 702편 납치 사건(영어판)

### 도로
- 현도 제702호선

## 군사
- 702 해군 항공대(영어판): 과거 존재한 영국의 해군 항공대.
- U-702(영어판): 제2차 세계 대전에 사용된 나치 독일의 군용 잠수함.

## 문화유산
- 대한민국의 보물 제702호: 호법론

## 작품
- 《702(영어판)》: 미국의 음악 그룹 702(영어판)의 두 번째 정규 음반. 1999년 6월 15일 출시.

## 기타
- 날짜: 7월 2일
- 연도: 702년, 기원전 702년